# Storvask (animationsfilmserie)
Storvask er en dansk serie af korte animationsfilm fra 2010 instrueret af Kassandra Wellendorf efter manuskripter af Jacob Wellendorf.
Wellendorf havde i 2003 instrueret børnefilmen Storvask, der havde samme tema.

## Film i serien
Serien består af filmene:
- Storvask - Vrideleg
- Storvask - Kogevask
- Storvask - Flyvesokken
- Storvask - Fanget i puden
- Storvask - Farveskift
- Storvask - Larm
- Storvask - Sovetryner
- Storvask - Vækkeleg
- Storvask - Hemmeligheden
- Storvask - Ishav
- Storvask - Fodboldstrømper
- Storvask - Vaskepletter
- Storvask - Udklædning
- Storvask - Sulten
- Storvask - Sæbebobler
- Storvask - Drillehandsken
- Storvask - Tøjlapper
- Storvask - Grafitti
- Storvask - Gemmeleg
- Storvask - Tigersokker
- Storvask - Pjaltetøj
- Storvask - Forsvundet
- Storvask - Hvem er stærkest

## Handling
Instruktøren Kassandra Wellendorf har med animationsfilmene »Storvask« skabt en række små fortællinger, der tager udgangspunkt i fantasien om, at vasketøj har sit eget liv bag vaskemaskinens rude. Wellendorf skaber et surrealistisk univers, hvor vaskemaskinens rum forvandler sig til et ishav, en garnjungle, en pjaltetøjsverden, en legeplads eller et farligt undervandsunivers.